# Log (gmina Lukovica)
Log – wieś w Słowenii, w gminie Lukovica. W 2018 roku liczyła 24 mieszkańców.